# Trofeo Baracchi 1981
Il Trofeo Baracchi 1981, trentesima edizione della corsa, si svolse il 24 ottobre 1981, per la prima volta in Toscana, da Pontedera a Pisa, su un percorso di 100,0 km.   
La vittoria fu conquistata dalla coppia Daniel Gisiger e Serge Demierre, che completarono il percorso in 2h03'14", precedendo Francesco Moser e Knut Knudsen, che si aggiudicarono il secondo posto, e Raniero Gradi e Geir Digerud, che salirono sul terzo gradino del podio.
I corridori che presero il via in questa edizione della corsa erano 14, suddivisi in 7 coppie. 

## Ordine d'arrivo (Top 10)
| Pos. | Corridore                     | Tempo   |
| ---- | ----------------------------- | ------- |
| 1    | Daniel Gisiger Serge Demierre | 2h03'"  |
| 2    | Francesco Moser Knut Knudsen  | a 2'51" |
| 3    | Raniero Gradi Geir Digerud    | a 2'52" |